# Cuauhtémoc (métro de Mexico)
Pour les articles homonymes, voir Cuauhtémoc (homonymie).
Cuauhtémoc est une station de la Ligne 1 du métro de Mexico, située à l'ouest de Mexico, dans la délégation Cuauhtémoc.

## La station
La station ouverte en 1969, tient son nom de l'avenue Cuauhtémoc, dernier empereur aztèque, monté sur le trône à 25 ans. En 1520, les Aztèques commémorent le mois de Texcatl au sanctuaire du Templo Mayor. C'est alors que Pedro de Alvarado, le lieutenant d'Hernán Cortés absent, ordonne à ses hommes d'ouvrir le feu sur ceux qu'il croit être des conjurés. Cuauhtemoc avec beaucoup de haine et de ressentiment contre ceux qui ont osé souiller sa patrie, les combat et les chasse dans un effroyable carnage, la mémorable Noche Triste.
Le symbole de la station est un aigle, puisque Cuauhtemoc signifie "Aigle Descendant" (sur sa proie, ou tel le Soleil couchant).